# Kurutlutepe, Şereflikoçhisar
Kurutlutepe là một xã thuộc huyện Şereflikoçhisar, tỉnh Ankara, Thổ Nhĩ Kỳ.